# Philonectria variabilis
Philonectria variabilis är en svampart som beskrevs av Hara 1914. Philonectria variabilis ingår i släktet Philonectria, klassen Dothideomycetes, divisionen sporsäcksvampar och riket svampar.   Inga underarter finns listade i Catalogue of Life.